# Ceratostylis clavata
Ceratostylis clavata är en orkidéart som beskrevs av Johannes Jacobus Smith. Ceratostylis clavata ingår i släktet Ceratostylis och familjen orkidéer. Inga underarter finns listade i Catalogue of Life.